# John R. Emshwiller
John Robert Emshwiller est un journaliste américain, correspondant national senior pour le Wall Street Journal.

## Parcours
Emshwiller est rédacteur en chef du Daily Californian, le journal étudiant de l'Université de Californie à Berkeley, au printemps 1971. Un éditorial écrit pendant son mandat est cité comme l'une des causes de l'émeute de People's Park. À la suite de cet événement, et pendant son mandat, l'Université et le Daily Californian ont rompu leur lien officiel, et le journal est devenu un journal indépendant hors campus.

## Récompenses
En 2002, il partage le prix Gerald Loeb pour sa couverture du scandale Enron avec Rebecca Smith (en). Les deux auteurs écrivent un livre sur le scandale intitulé 24 Days.